# Maurice Loebenberg
Maurice Loebenberg, dit Maurice Cachoud, né le 30 juin 1916 à Zurich (Suisse) et mort pour la France le 17 ou 18 juillet 1944, est un résistant français juif membre de l'Organisation juive de combat.

## Biographie

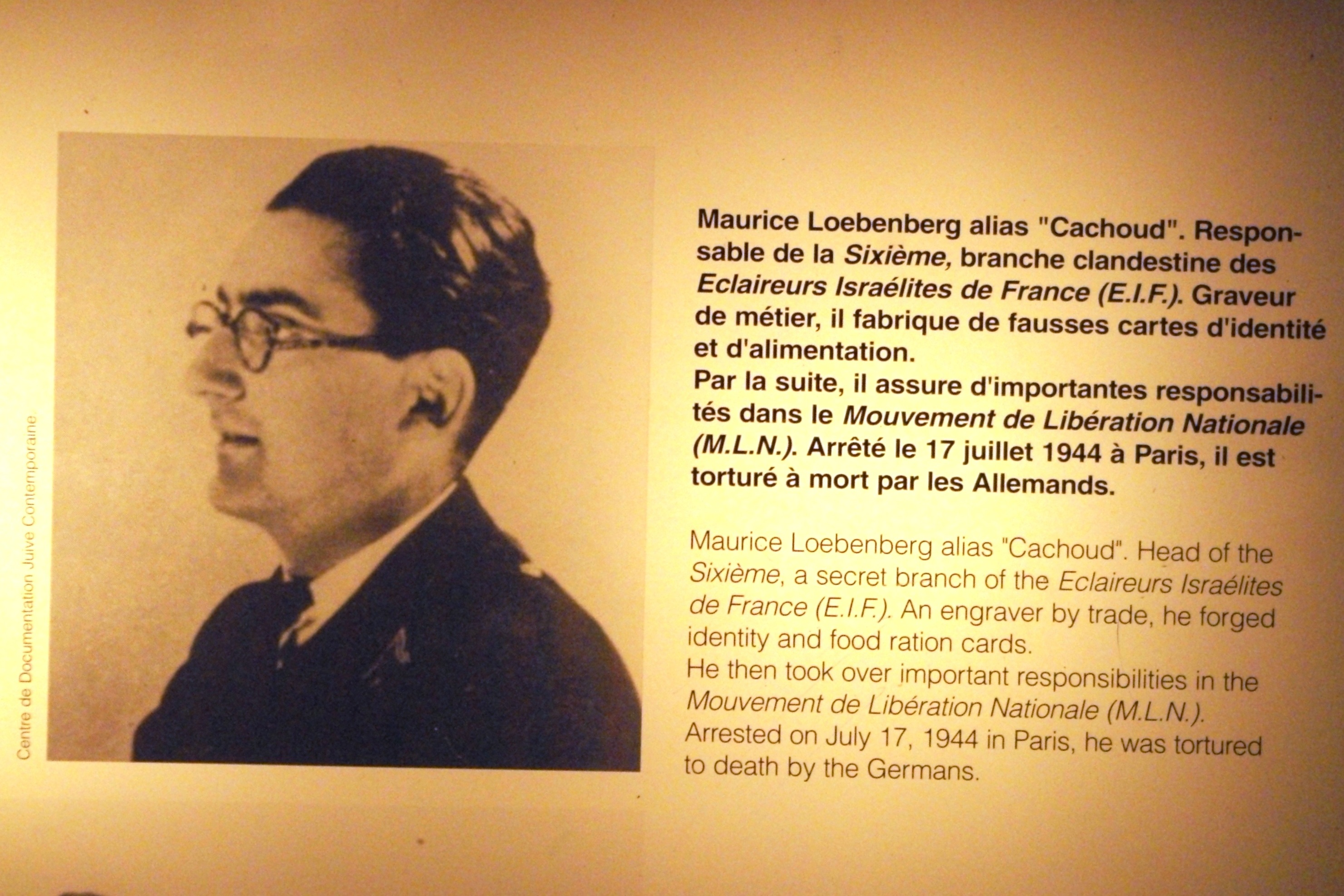
Fiche de Maurice Loebenberg au Centre d'histoire de la résistance et de la déportation de Lyon.

Maurice Loebenberg est né le 30 juin 1916 à Zurich, le fils d’Adolphe Abraham Loebenberg et de Caroline née Polack. Il a un frère Léopold Poldy et une sœur Doris.
Entré dans la résistance dès 1940, Maurice Loebenberg est responsable de la diffusion du journal Combat dans la région de Marseille en 1941. À partir de mai 1943, et surtout après l'occupation par les Allemands, sous le commandement d’Alois Brunner, en septembre 1943, de la Côte d'Azur (jusque-là occupée par les Italiens), grâce à ses compétences professionnelles de graveur (il avait travaillé avant guerre chez Gestetner à Londres), Maurice Loebenberg, secondé par Jacob Weintraub, Claude Gutmann et Raymond Heymann, se lance dans la confection de faux papiers à grande échelle. Il prend contact avec l'Armée juive et constitue le Groupe Maurice Cachoud, son nom de guerre, qui se procure des milliers de timbres de quittance, de papiers officiels français ou allemands de façon à forger au mieux les documents (cartes d'identité, certificats de naissance, extraits d'actes de mariage, cartes d'alimentation) qu'il produit et qu'il distribue aux Juifs, aux membres de la Résistance et aux hommes du maquis : « en 1944, le degré d'élaboration de ce service est tel qu'il fabrique des trousses de faux papiers destinés à alimenter les usines, les groupements de réfractaires, les israélites traqués… Aussi complètes que variées et d'emploi facile (des notices explicatives y étaient jointes), ces trousses du parfait faussaire étaient pratiquement de petits laboratoires de campagne ». On estime que son groupe a produit plus de 20 000 cartes d'identité de septembre 1943 à mars 1944. Il organise aussi des départs clandestins de jeunes gens vers les colonies françaises pour leur permettre de s'y engager dans les forces de la France libre. Enfin, il participe aussi à la lutte armée contre les dénonciateurs qu'il traque et fait exécuter.
En mai 1944, il est appelé à Paris pour y centraliser le service des faux-papiers du MLN à la suite de Pierre Kahn-Farelle. Raymond Heymann lui succède à Nice et Pierre Mouchenik, faussaire chevronné, prend la tête du laboratoire. À Paris, le jeune faussaire Adolfo Kaminsky travaille avec lui pendant les deux mois qui précèdent sa fin tragique.
Les responsables de l'Organisation Juive de Combat à Paris y ont pris contact avec un agent allemand qui se fait passer pour un envoyé de l'Intelligence Service, Karl Rehbein, celui-là même qui sera aussi responsable du massacre des jeunes résistants fusillés à la cascade du bois de Boulogne. Ce dernier donne un rendez-vous à Maurice Cachoud-Loebenberg le 18 juillet 1944 et d'autres membres de l'Organisation juive de combat dans ce qui se révèle une souricière au 75 rue Erlanger ; il est livré à la Gestapo française de la rue de la Pompe puis torturé à mort rue des Saussaies où « alors que son corps n’était plus qu’une plaie, ses bourreaux l’ont précipité dans la cage d’escalier ». On retrouve son corps neuf mois plus tard dans un buisson du bois de Verrières aux environs de Paris.
Il est enterré au cimetière du Montparnasse le 10 avril 1945 avec les honneurs militaires.

## Distinctions
- Chevalier de la Légion d'honneur à titre posthume le 21 mai 1945[10].
- Médaille de la Résistance française avec rosette par décret du 24 avril 1946[11].